# Kiley Neushul
Pour les articles homonymes, voir Neushul.
Kiley Neushul est une joueuse américaine de water-polo née le 5 mars 1993 à Santa Barbara. Elle a remporté avec l'équipe des États-Unis la médaille d'or du tournoi féminin aux Jeux olympiques d'été de 2016 à Rio de Janeiro. Elle est la sœur de Jamie Neushul, elle-même championne olympique quatre ans plus tard.